# Kecamatan Panton Reu
Kecamatan Panton Reu (indonesiska: Panton Reu) är ett distrikt i Indonesien.   Det ligger i provinsen Aceh, i den västra delen av landet, 1 700 km nordväst om huvudstaden Jakarta.